# مجلس عالی (۱۲۸۵)
مجلس عالی یا شورای عالی دربار مجمعی در دوران نهضت مشروطه بود که هدف از تشکیل آن فراهم‌آوردن مقدمات ایجاد مجلس شورای ملی بود. این مجمع که با عنوان «مجلس مبعوثان» و «مجلس مؤسسان» نیز یاد شده‌است، نخستین بار در ۲۷ جمادی‌الثانی ۱۳۲۴ (قمری) در محل مدرسه نظام گشایش یافت. اعضای این مجمع که از شخصیت‌های دولتی و غیردولتی، بازار، تجار و اصناف، روحانیون و شاهزادگان بودند، بدون برگزاری انتخابات و با انتصاب صدر اعظم مشیرالدوله به عضویت آن درآمدند. در خصوص تعداد اعضای مجمع، رقم‌های متفاوتی از ۵۰۰ تا ۴٬۰۰۰ نفر بیان شده‌است.
چندی پس از تدوین نظام‌نامه، انتخابات نخستین دورهٔ مجلس شورای ملی برگزار شد.